# Cyberpunk

Hình ảnh từ phim Blade Runner (1982), là một bộ phim cyberpunk có sự ảnh hưởng lớn.

Cyberpunk là một thể loại con của khoa học viễn tưởng về thế giới tương lai xoay quanh sự "kết hợp giữa đời sống bần hàn và công nghệ cao" bao gồm công nghệ hiện đại và các thành tựu khoa học, gồm trí thông minh nhân tạo và điều khiển học, đi kèm với sự suy tàn hoặc sự thay đổi cấp tiến trong tầng lớp xã hội.
Đa số cyberpunk có nguồn gốc từ khoa học giả tưởng Thế hệ Mới vào những năm 1960-1970, khi những tác giả như Philip K. Dick, Roger Zelazny, J. G. Ballard, Philip José Farmer và Harlan Ellison nghiên cứu sự ảnh hưởng văn hóa thuốc phiện, công nghệ và cuộc cách mạng giới tính trong khi hạn chế xu hướng về xã hội hoàn hảo của khoa học giả tưởng thời kỳ trước đó. Ra mắt vào năm 1984, tiểu thuyết đầu tay có sự ảnh hưởng lớn của William Gibson, Neuromancer đã giúp củng cố cyberpunk trở thành một thể loại. Nó chịu ảnh hưởng từ văn hóa con punk và văn hóa hacker thời kỳ đầu. Các tác giả cyberpunk có sự ảnh hưởng lớn khác bao gồm Bruce Sterling và Rudy Rucker. Cyberpunk Nhật là một thể loại con ra đời năm 1982 với sự ra mắt của bộ truyện manga đầu tay của Katsuhiro Otomo,  Akira, với phim anime chuyển thể 1988 của nó sau này đã làm phổ biến thể loại cyberpunk Nhật.
Những bộ phim thời kỳ đầu trong thể loại này bao gồm phim "Blade Runner" năm 1982 của Ridley Scott, một trong các tác phẩm của Philip K. Dick được chuyển thể thành phim. Các phim như Johnny Mnemonic và New Rose Hotel, cả hai bộ phim này dựa trên truyện ngắn bởi William Gibson, đều thất bại về mặt doanh thu lẫn đánh giá chuyên môn. Các bộ phim mới trong thể loại này bao gồm phim Blade Runner 2049 được ra mắt vào năm 2017, phần tiếp theo của bộ phim năm 1982, phim Upgrade thuộc thể loại kinh dị cơ thể được ra mắt năm 2018, và phim bộ Altered Carbon được ra mắt trên Netflix vào năm 2018.

## Bối cảnh
Lawrence Person đã thử định nghĩa nội dung và đặc tính của phong trào văn học cyberpunk: 
Nhân vật cyberpunk kinh điển thường bị cách ly, những người cô lập đã sống một cách bần cùng của xã hội trong tương lai dystopia nơi cuộc sống hằng ngày bị ảnh hưởng bởi sự thay đổi công nghệ cấp tiến, thông tin được phổ biến qua sự công nghệ hóa, và phẫu thuật cấu tạo lại cơ thể con người— Lawrence Person

Các cốt truyện Cyberpunk thường xoay quanh các cuộc xung đột giữa trí tuệ nhân tạo, hacker, và các tập đoàn khổng lồ, nằm trong thế giới tương lai gần thay vì lấy bối cảnh của một tương lai xa hoặc các viễn cảnh ngân hà xuất hiện trong các tiểu thuyết như là tác phẩm Foundation của Isaac Asimov hoặc "Dune" của Frank Herbert. Lấy bối cảnh của dystopia hậu công nghiệp nhưng thường bao gồm xã hội có nền văn hóa biến động và công nghệ được sử dụng trong những trường hợp không tưởng. Thể loại này thường có bầu không khí phim noir, và tác phẩm nằm trong thể loại này thường sử dụng kỹ thuật từ thể loại trinh thám. Một số nhà phê bình đánh giá cyberpunk đang dần bị chuyển thể từ phong trào văn học đến trở thành thể loại con của khoa học viễn tưởng vì số lượng tác giả ít và sự thay đổi đang trở nên phổ biến hơn.